# 狐狸、鹅、豆子问题
狐狸、鹅、豆子问题〔又称狼、羊、菜问题〕是一则古老的智力游戏题。

## 问题
有一个农民到集市买了一只狐狸、一只鹅和一袋豆子，回家时要渡过一条河。河中有一条船，但是只能装一样东西。而且，如果没有人看管，狐狸会吃掉鹅，而鹅又很喜欢吃豆子。问：怎样才能让这些东西都安全过河？

## 解答
- 第一步、带鹅过河；
- 第二步、空手回来；
- 第三步、带狐狸〔或豆子〕过河；
- 第四步、带鹅回来；
- 第五步、带豆子〔或狐狸〕过河；
- 第六步、空手回来；
- 第七步、带鹅过河。